# Eypio

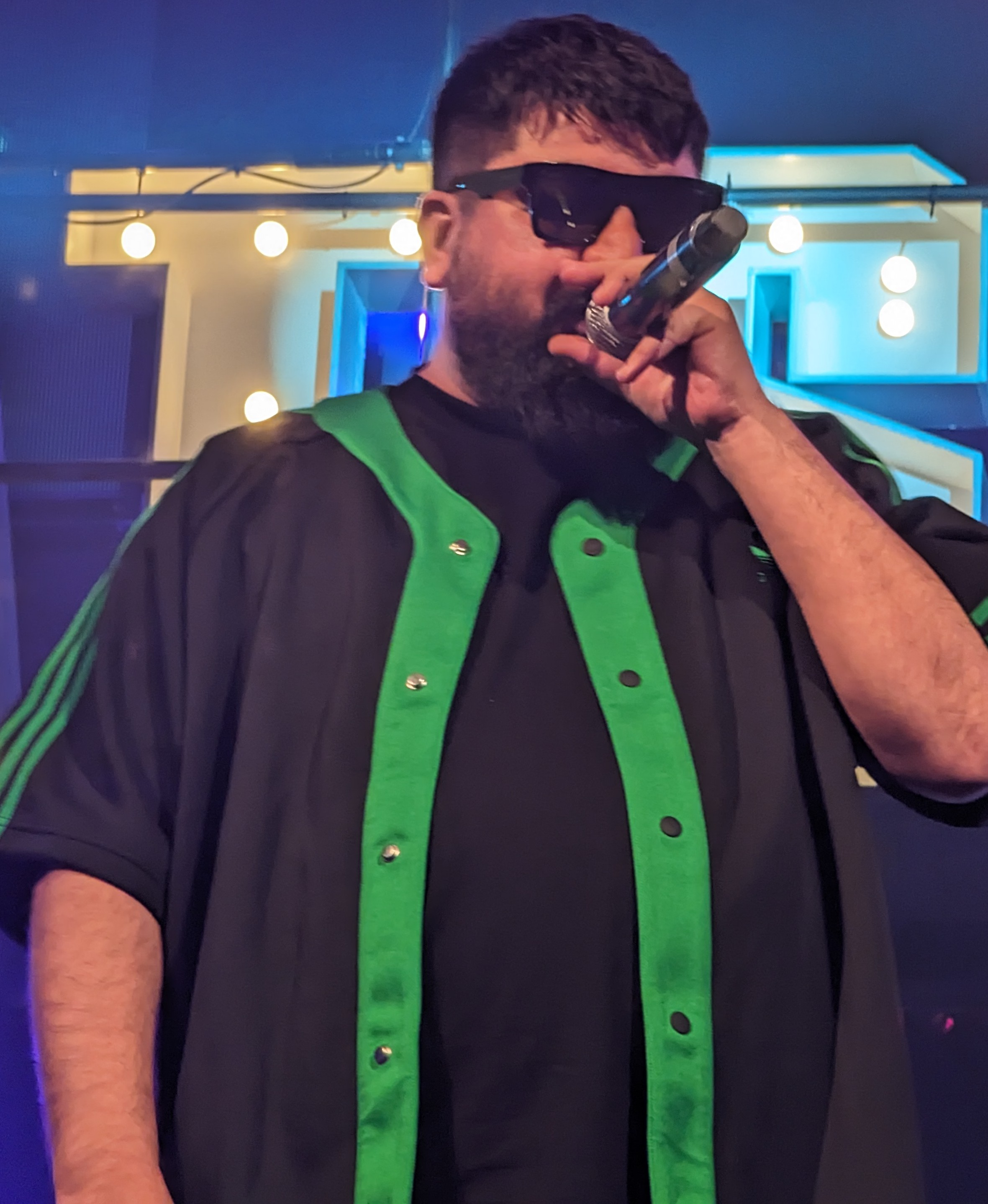
Eypio, 2024

Eypio (* 2. Februar 1983 in Konya; bürgerlich Abdurrahim Akça) ist ein türkischer Rapper.

## Karriere
Akça wurde am 2. Februar 1983 in Konya als Kind turkmenischer Eltern geboren, die 1980 aus Afghanistan eingewandert waren. Bis 2002 lebte er im Bezirk Zeytinburnu in der Istanbul. A.P.O ging 2002 in die Niederlande und machte seine ersten Aufnahmen mit einer ausländischen Gruppe in den Niederlanden und arbeitete mit ihnen zusammen. Später begann er alleine zu arbeiten und veröffentlichte 2005 sein erstes Album, A.P.O E.P. A.P.O setzte seine Arbeit in den Niederlanden fort und veröffentlichte 2006 RapFabriek. Das Album namens Hırsız Var wurde 2007 veröffentlicht. Nachdem er sechs Jahre in den Niederlanden gelebt hatte, kehrte A.P.O 2008 in die Türkei zurück und veröffentlichte sein viertes Underground-Album „Apollo“.
Seinen musikalischen Durchbruch erreichte er Ende 2015 mit dem Song Günah Benim zusammen mit Burak King. Es wurde ein viraler Hit. Eine weitere Kollaboration zwischen beiden Musikern ist der Song Sen. Des Weiteren konnte Eypio mit Singles wie Gömün Beni Çukura, Naim oder Umudum Kalmadı seinen Erfolg festigen.
Im Jahr 2016 gewann er einen Altın Kelebek Award in der Kategorie Bester Newcomer. Mit der Sängerin Tuğçe Kandemir veröffentlichte er 2021 den Song Seni Öptüğüm Sokak, der auch ein Hit wurde. In Zusammenarbeit mit dem bekannten türkischen Popmusiker Mustafa Sandal entstanden zwei erfolgreiche Aufnahmen, Reset sowie Bizim Çocuklar. Mit türkischen Künstlern wie Sibel Can, Derya Uluğ, Kibariye oder Reynmen hat Eypio ebenfalls Songs aufgenommen.

## Diskografie
Alben
- 2014: Beton Duvar
- 2016: Günah Benim
- 2020: Urgan
- 2023: Bi Taksi Çağırın

Singles
| - 2013: Ayrım Yok - 2014: Kral Çıplak - 2014: Ay Kızım - 2015: Günah Benim (mit Burak King; Sample von Antonis Apergis & Kostas Pavlidis – Ena Paradokso Antio) - 2017: Sen (mit Burak King) - 2017: Katil (mit Hayki) - 2017: Korkuyorum Hayattan - 2017: Nefesi Al (mit 9 Canlı) - 2017: Banane (mit G. Han) - 2017: Maykıl - 2017: Yarın - 2017: Hayırdır İşler - 2017: Gel Bana Konuş Bana (mit Zumer) - 2017: Umudum Kalmadı - 2017: Yok - 2017: Gömün Beni Çukura - 2018: Reset (mit Mustafa Sandal) - 2018: Diken Mi Gül Mü? (mit Sibel Can) - 2018: Toz Duman (mit Reynmen) - 2018: Aynı Nakarat - 2018: Bura Anadolu - 2018: Kaşık - 2019: Vur Vur - 2019: Naim - 2020: Urgan | - 2020: Çek Çek - 2020: #zELzELE (u. a. mit Tuğçe Kandemir) - 2021: Seni Öptüğüm Sokak (mit Tuğçe Kandemir) - 2021: Bizim Çocuklar (mit Derya Uluğ, Irmak Arıcı & Mustafa Sandal) - 2021: Beşiktaşım - 2022: Yan (mit Arem Ozguc & Arman Aydin) - 2022: Anakonda (mit Faruk Sabancı) - 2022: Gidiyom (mit Genta Ismajli) - 2022: Ay Kızım (mit Nigar Muharrem) - 2022: Git Dedim (mit Forte) - 2022: Can't Touch This (mit Kezzo) - 2023: Seviyor (mit Umut Timur) - 2023: Vurgun (mit Didar Nurberdiyew) - 2023: Sen Oyna (mit Kibariye & Tuğberk Işık) - 2024: Kocaman (mit Tepki) - 2024: İmdadım (mit Zara) - 2024: Sabah Olmadan (mit Güllü) - 2024: Dümtek (mit Denisa) - 2024: Eller Oynasın (Erik Dalı) (mit Asena İrmikci) - 2024: Bizim Araba - 2024: Leylam (mit Burak Bulut & Kurtuluş Kuş) - 2025: Bana Sor (mit Yener Çevik) - 2025: Kalbini Verdin - 2025: Bizim Araba |

Gastbeiträge
| - 2014: Bye Bye (mit Kezzo) - 2014: Aşk (mit DJ Volkan Uça) - 2015: Champions (mit Joker, Dilkeş Kardar & Burak King) - 2016: Haydaa (mit Aga B) - 2016: Kaybım Çok (mit Kezzo) - 2016: Çare Değil (mit Kezzo & No.1) - 2016: Böyle Festival (mit Hidra) - 2016: Tablo (mit Yener Çevik & Hayki) - 2016: Adam Olmaz (mit Anıl Piyancı, DJ Artz, Şehinşah & Cash Flow) - 2017: Adrenalin (mit Patron, Anıl Piyancı & Caner Özgür) - 2017: Yak Gemilerini (mit Allâme, Yener Çevik & 9 Canlı) - 2018: Estirelim Mi (mit Yasemin Mori) | - 2019: Gece Kararir (mit KADR) - 2019: 10 Köyden Kovuldum (mit Killa Hakan) - 2020: Zero Tansiyon (mit Kurşun) - 2020: Duy Beni (mit Anekdot & Af) - 2020: Yapcağnız İşe (mit Çağrı Sinci & İndigo) - 2020: Ölmezsen Kaybetmezsin (mit Çağrı Sinci & Dj Suppa) - 2020: Katliam 4 (u. a. mit Massaka, Anıl Piyancı & Killa Hakan) - 2021: Yolum Uzun (mit Kezzo) - 2021: Crawl to the Top (mit Tepki, Mer4t & GoodDaddy) - 2021: Kapi (mit Fuat & DJ Boba Fettt) - 2024: Şeytan ve Melekler (mit Heja & No.1) - 2024: Gıyabında (mit Çağrı Sinci & Brumend) |

## Auszeichnungen
- 2016: Altın Kelebek Award in der Kategorie Bester Newcomer